# Trusted Computing Group
Trusted Computing Group (TCG), tidigare Trusted Computing Platform Alliance (TCPA), är ett kontroversiellt initiativ som leds av AMD, Hewlett-Packard, IBM, Infineon, Intel, Lenovo, Microsoft och Sun Microsystems.